# LIFE+
LIFE+ är EU:s finansieringsprogram för miljöprojekt 2007–2013.
Totalbudgeten är på motsvarande cirka 20 miljarder svenska kronor. För 2009 kommer 250 miljoner Euro att vara tillgängliga.[källa behövs]
Life+ består av tre delområden
- Natur och biologisk mångfald
- Miljöpolitik och förvaltning/styrning (governance)
- Information och kommunikation

Genom bidrag från Life+ ska kommissionens sjätte miljöhandlingsprogram kunna genomföras. Totalt har LIFE varit medfinansiär i 2 750 projekt. Ett urval av projekten finns samlade på kommissionens sida Environment.
Regeringen har utsett Naturvårdsverket till ansvarig myndighet. För Sveriges del är budgeten 80 miljoner kr per år.
Ett typiskt svenskt Life-projekt är upprustningen av Natura 2000-områdena i Mälarens innerskärgård med flera partner där Länsstyrelsen i Västmanlands län blir huvudman och Länsstyrelserna i Uppsala län och Södermanlands län, Sveaskog och Upplandsstiftelsen kommer att vara samarbetspartner.
Tidigare svenska Life-projekt kan man läsa om på Naturvårdsverkets sida Svenska naturvårdsprojekt med stöd av Life.
För 2009 gäller två teman
- LIFE+ Natur och biologisk mångfald

Huvudmål: Att skydda, bevara, återställa, övervaka och underlätta ekosystemfunktioner, livsmiljöer och vilda djur och växter, för att stoppa förlusten av biologisk mångfald, inklusive genetisk mångfald, i EU senast 2010.
- LIFE+ Miljöstrategi och miljöstyrning

Huvudmål:Projekt som syftar till att stoppa förlusten av biologisk mångfald.
EU:s ekonomiska stöd kan uppgå till högst 50 % av de stödberättigande kostnaderna; i undantagsfall till högst 75 % för förslag som är inriktade på prioriterade livsmiljöer eller arter enligt fågeldirektivet eller livsmiljödirektivet.

## Fotnoter
1. ↑  http://ec.europa.eu/environment/index_en.htm
2. ↑  Environment http://ec.europa.eu/environment/life/publications/lifepublications/compilations/nat.htm
3. ↑  http://www.naturvardsverket.se/upload/09_eu_och_internationellt/Life+/life+_sammanfattning_2007_2013.pdf
4. ↑  Länsstyrelsen i Västmanlands län ”Arkiverade kopian”. Arkiverad från originalet den 18 juli 2014. https://web.archive.org/web/20140718113949/http://www.lansstyrelsen.se/vastmanland/Sv/djur-och-natur/skyddad-natur/life-projektet-mia/Pages/life-projektet-mia.aspx. Läst 10 oktober 2013.
5. ↑  Svenska naturvårdsprojekt med stöd av Life http://www.naturvardsverket.se/sv/EU-och-Internationellt/EU-arbetet-i-Naturvardsverket/Miljoprogrammet-Life-plus/EUs-tidigare-Life-program/Life-Naturvard/Projekt-i-Sverige/
6. ↑  http://eur-lex.europa.eu/LexUriServ/LexUriServ.do?uri=OJ:C:2009:111:0014:0016:SV:PDF